# Rathaus (Thannhausen)

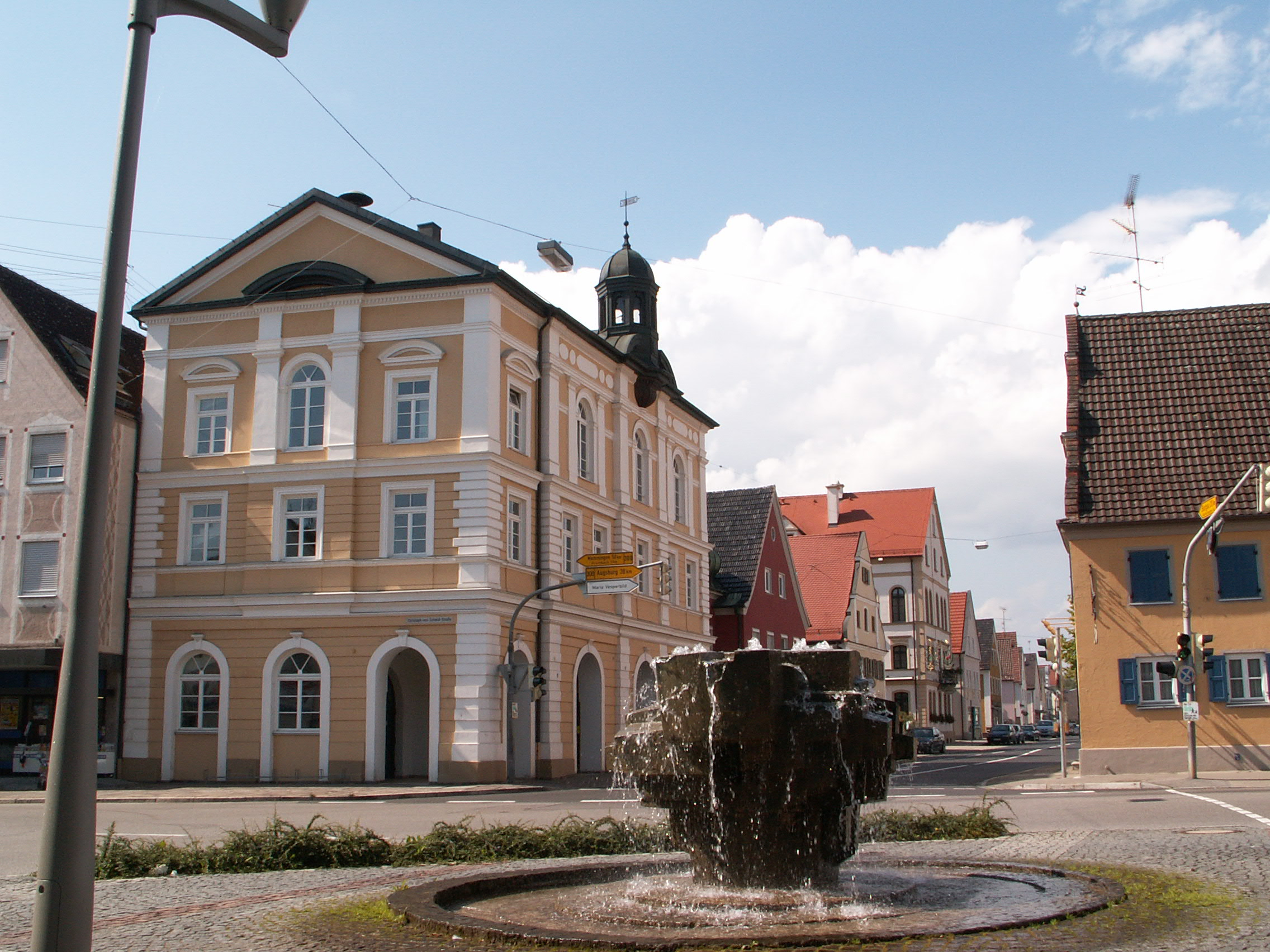
Altes Rathaus, Brunnen von Südosten

Das Rathaus in Thannhausen (Schwaben) wurde in den Jahren 1876/77 nach Plänen des Augsburger Architekten Max Treu errichtet. Das Gebäude in Neorenaissanceformen an der Bahnhofstraße ist ein geschütztes Baudenkmal. 
Das Gebäude verfügt über drei Geschosse und ein flaches Satteldach. Aufgesetzt ist ein Dachreiter.
Nach Umbau- und Renovierungsmaßnahmen im Jahr 1982 sind im „Alten Rathaus“ heute unter anderem die Stadtbücherei und ein prunkvoller Festsaal untergebracht.